# 花見山遺跡
座標: 北緯35度32分18.1秒 東経139度33分12.9秒 / 北緯35.538361度 東経139.553583度

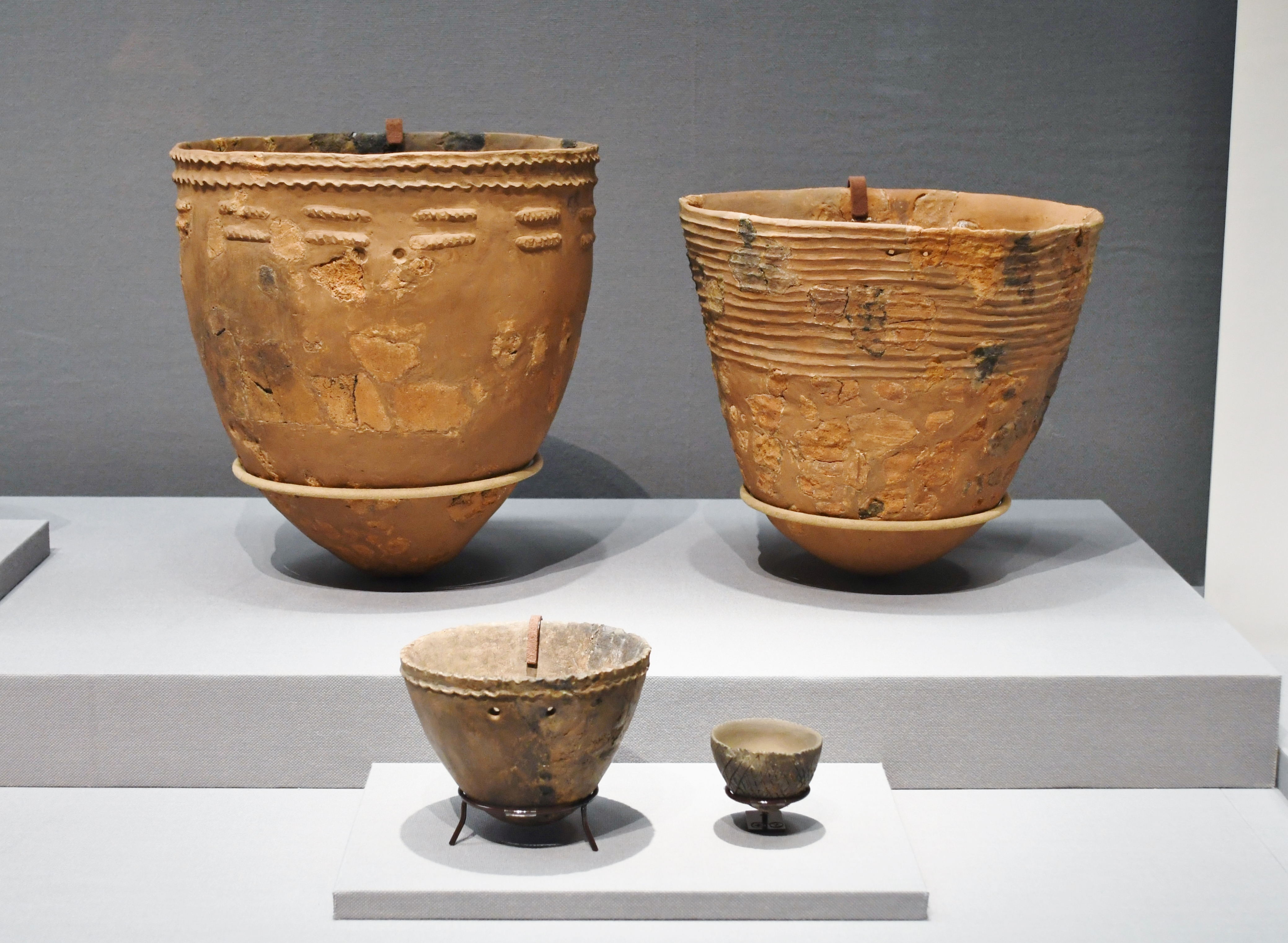
出土土器横浜市教育委員会蔵、東京国立博物館展示。

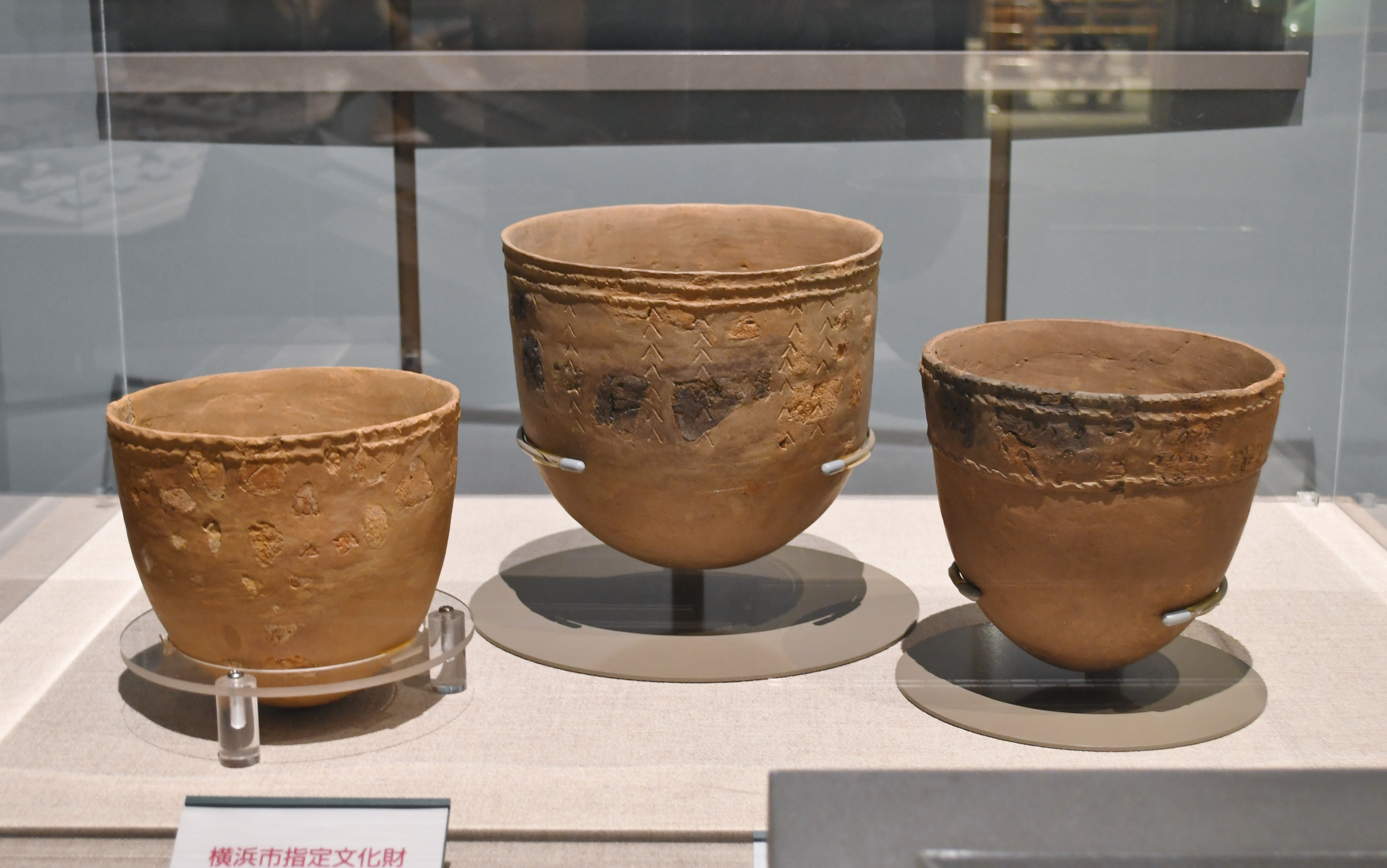
出土土器（横浜市指定文化財）横浜市歴史博物館展示。

花見山遺跡（はなみやまいせき）は、神奈川県横浜市都筑区見花山（調査当時は緑区川和町）にあった、旧石器時代から縄文時代草創期（約1万2000年前）・弥生時代後期・古墳時代中期にかけての複合遺跡である。港北ニュータウン遺跡群の1つ。なお、遺跡名は｢花見山（はなみやま）｣だが、地名は｢見花山（みはなやま）｣であり、注意が必要である。

## 概要
神奈川県立川和高等学校東側の、鶴見川の中流北岸の標高53メートルの台地上に位置する。1965年（昭和40年）から始められた港北ニュータウン開発計画に伴い1970年（昭和45年）以降に始まった埋蔵文化財調査に伴い（港北ニュータウン遺跡群調査）、1977年（昭和52年）から1978年（昭和53年）まで発掘調査された。
この結果、関東ローム層（L1H下層）より、旧石器時代の礫群が検出され、港北ニュータウン地域における初の旧石器時代遺構の発見事例となった。縄文時代の層位からは、約1400片の縄文土器、200点の石器が検出された。土器は、縄文時代でも特に古い時期（草創期）のものである隆起線文土器が大量に出土したことで知られる。これらの土器はこの遺跡を標式遺跡として「花見山式土器」と呼ばれることがある。このほか、草創期の竪穴建物と推測される竪穴状遺構1基、中期（五領ヶ台式期～勝坂式期?）の竪穴建物3軒、掘立柱建物2棟、落とし穴34基、貯蔵穴や土坑墓等の土坑11基、集石遺構4基などが検出された。石器は旧石器時代に使われた尖頭器と縄文時代に使われた石鏃が一緒に出土しており、当時の時代をよくあらわしている。
また、弥生時代後期の竪穴建物5軒、古墳時代中期前半（5世紀前半）の竪穴建物1軒や遺物も検出された。
当遺跡から谷を挟んで約80メートル南の地点にあるけんか山遺跡では、旧石器時代の石器製作遺構が検出されており、本来両遺跡の旧石器時代遺構は一体の関係にあったものと考えられている。なお、花見山遺跡・けんか山遺跡周辺は港北ニュータウン遺跡群内でも旧石器時代に遡る遺構を含む遺跡が密集する地域である（三の丸遺跡・二ノ丸遺跡・四枚畑遺跡・川和向原遺跡など）。
出土した縄文時代草創期の遺物は、1995年（平成7年）11月1日付で一括して市の有形文化財（考古資料）に指定され、横浜市歴史博物館に所蔵されている。
調査後は全域が住宅街に造成されている。